# هلموت سوهمن
هلموت سوهمن (انگلیسی: Helmut Sohmen؛ زادهٔ ۱۰ دسامبر ۱۹۳۹) سیاستمدار، حقوق‌دان و کارآفرین اهل اتریش است، که به‌عنوان رئیس هیئت مدیره گروه بی‌دبلیو فعالیت می‌کند.